# Alex Seropian

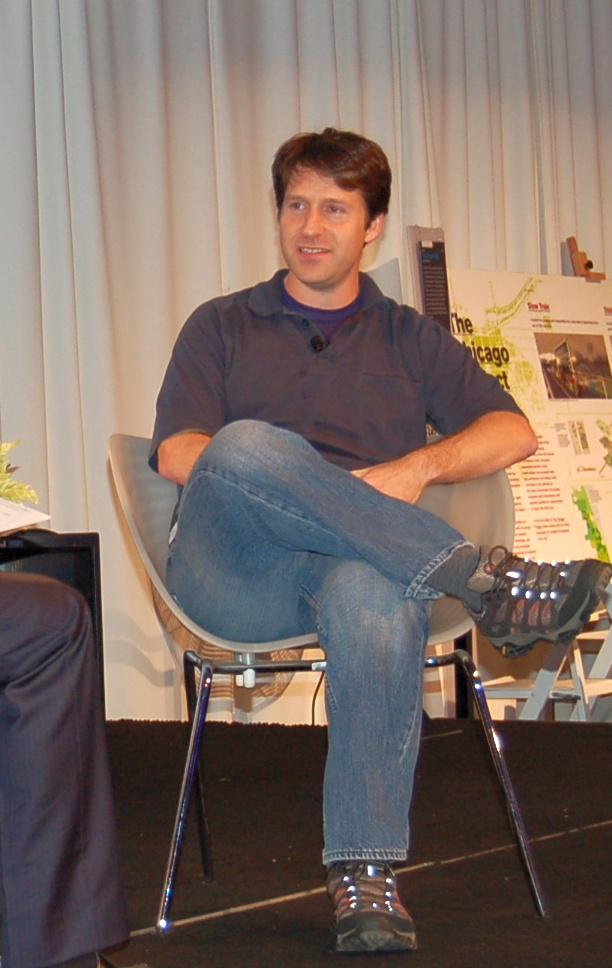

Alex Seropian fue el fundador inicial y presidente de Bungie Software Products Corporation (llamada después Bungie Studios tras ser adquirida por Microsoft). También fue desarrollador de juegos como Marathon, Myth, y la saga Halo.
Seropian más tarde pasó a crear Wideload Games, el desarrollador del motor de Halo basado en el juego Stubbs Zombie.
Alex Seropian se graduó de la Universidad de Chicago con un alto nivel en matemáticas. 

## Datos
- Alex Seropian compuso las canciones para el juego de Marathon.
- La música de los siguientes juegos de Bungie Studios fue compuesta por Power of Seven y Martin O'Donnell.